# Hans-Dieter Handrack

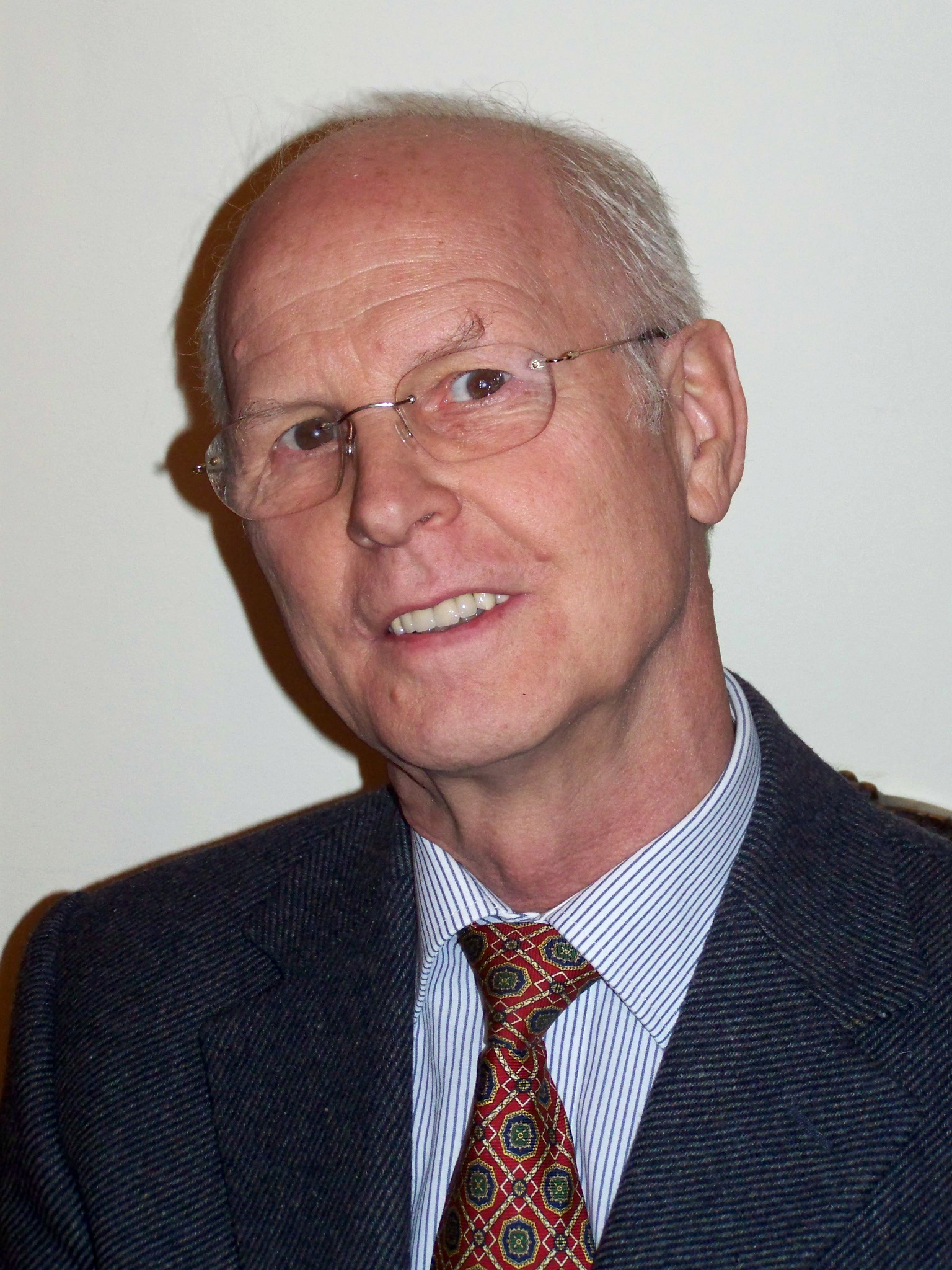
Hans-Dieter Handrack (2011)

Hans-Dieter Handrack (* 10. Mai 1942 in Gotenhafen) ist ein deutscher Historiker.

## Leben
Handrack besuchte die Volksschulen in Ihrhove und Bad Aibling und das Ignaz-Günther-Gymnasium in Rosenheim. Nach dem Abitur begann er im Wintersemester 1961/62 an der Georg-August-Universität Göttingen Geschichte zu studieren. Im November 1961 wurde er in der Curonia Goettingensis aktiv und am 25. Juli 1962 recipiert. Zum WS 1963/64 wechselte er an die Ludwig-Maximilians-Universität München und beendete dort sein Studium 1970. Beruflich ging er in die Erwachsenenbildung, zunächst für 7 Jahre nach Gensungen an die dortige Heimvolkshochschule. Im Juli 1975 wurde er von der LMU zum Dr. phil. promoviert, Thema seiner Dissertation war Das Reichskommissariat Ostland. Die Kulturpolitik der deutschen Verwaltung zwischen Autonomie und Gleichschaltung 1941–1944.
Von 1977 bis 1979 leitete Handrack die Volkshochschule in Halle (Westf.). Anschließend war er drei Jahre Direktor des Goethe-Instituts in Lahore, Pakistan. 1983–1987 leitete er bei der Hanns-Seidel-Stiftung in München das Grundsatzreferat Entwicklungspolitik. Für das Bildungswerk der Bayerischen Wirtschaft leitete er 1987–1989 das Internationale Management-Trainingszentrum in Riedenburg. Von 1990 bis 2001 war er beim Bund der Vertriebenen Leiter des Kulturreferats. Danach war er freiberuflich tätig. Er befasst sich mit der gesellschaftlichen und politischen Bedeutung der Studentenverbindungen für die baltischen Staaten. Verheiratet ist er mit einer russischen Usbekin, der Tochter von Niyozali Kholmatov.

## Ehrenämter
- Freizeit-Leiter des Deutschbaltischen Jugend- und Studentenrings (1963–1968)
- Bundesvorstand der Deutsch-Baltischen Landsmannschaft (1971–1979 und 2006–2009)
- Mitbegründer der Karl-Ernst-von-Baer-Stiftung (1976)
- Gründer und Vorsitzender des Vereins für Deutsche Kulturarbeit in Pakistan (1997)
- Vorsitzender des Kuratoriums der Georg-Dehio-Stiftung (1997–2008)
- Vorstand von Domus Rigensis (1999–2001)
- Geschäftsführer des Arbeitskreises für gegenwartsbezogene Baltikumforschung (seit 2002)
- Vorsitzender des Baltischen Philisterverbandes (1991–1995)[5]
- Schriftleiter der Baltischen Ahnen- und Stammtafeln der Deutsch-Baltischen Genealogischen Gesellschaft (2008–2011)
- Präsident der Baltischen Gesellschaft in Deutschland (1998–2010)
- Vorstand des Göttinger Arbeitskreises (seit 1998)[6]
- Vorstand der Carl-Schirren-Gesellschaft (2014–2018)

## Schriften
- Baltikum 1941: „Reichskommissariat Ostland“. In: Jahrbuch des baltischen Deutschtums, Jg. 18 (1971), Lüneburg 1970, S. 41.
- Das Reichskommissariat Ostland. Die Kulturpolitik der deutschen Verwaltung zwischen Autonomie und Gleichschaltung 1941–1944. Dittmer, Scheden [1979] (Dissertation, Universität München, 1975, ISBN 3-88297-885-6; online).
- Die Kurelis-Verbände. In: Jahrbuch des baltischen Deutschtums, Jg. 25 (1978), Lüneburg 1977, S. 136.
- Reise nach Baltistan. In: Jahrbuch des baltischen Deutschtums, Jg. 30 (1983), Lüneburg 1982, S. 163, ISSN 0075-2436
- Die West-Orientierung der baltischen Völker. In: Politische Studien, Nr. 284 (1985), ISSN 0032-3462, S. 614.
- Entwicklungspolitik in der Praxis – Dritte-Welt-Kongress der Hanns-Seidel-Stiftung. München 1986.
- Adressenliste des Baltischen Philisterverbandes. Bonn 1994.
- Die Baltische Gesellschaft in Deutschland e. V. Hamburg 1999; (online).
- mit Arne Mentzendorff: Heinz Erhard, der Humorist aus Riga. Bund der Vertriebenen, Bonn 1999, ISBN 3-925103-97-X.
- Die Korporationen als prägende gesellschaftliche Organisationen im Baltikum. Carl-Schirren-Gesellschaft, Lüneburg 2010, ISBN 978-3-923149-58-2.
- Bedeutende Frauen aus dem deutschen Osten. Bonn 1997, ISBN 3-925103-84-8.
- Die Charta der deutschen Heimatvertriebenen. Bonn 1999, ISBN 3-925103-81-3.
- Georg Dehio (1850–1932). In: Georg-Dehio-Gesellschaft 25 Jahre (1976-2001). Hannover 2003, ISBN 3-7777-0740-6
- Festschrift zum 200-jährigen Jubiläum der Curonia in Göttingen, 1804–2004. Göttingen 2004.
- William Astor: vom Curonen zum reichsten Mann Amerikas. In: Jahrbuch des baltischen Deutschtums, Bd. 52, Lüneburg 2006, ISBN 3-923149-51-4, S. 218–222
- Die Curonia in Göttingen – 1804 bis 1829. In: Sebastian Sigler (Hrsg.): Die Vorträge der 74. deutschen Studentenhistorikertagung Dresden 2014. Akademischer Verlag, München 2015, ISBN 978-3-940732-20-0, S. 69–92.
- Duell und Mensur im Baltikum. In: Sebastian Sigler (Hrsg.): Die Vorträge der 74. deutschen Studentenhistorikertagung Dresden 2014. Akademischer Verlag, München 2015, S. 93–112.
- Göttinger Album Curonorum 1959–2017. 200 Lebensläufe. Osterode 2018.
- Boris Meissner, Osteuropa und das Völkerrecht – zum 100. Geburtstag von Boris Meissner. Lüneburg 2019, ISBN 978-3-7557-9200-0.
- Die deutschen Rechtsanwälte Lettlands 1919–1939. In: Deutsch-Baltisches Jahrbuch, Bd. 67, Lüneburg 2019, ISBN 978-3-923149-82-7, S. 111.
- Der Frieden von Brest-Litowsk und die baltische Frage. In: Alfred Eisfeld, Gilbert Gornig (Hrsg.): Der Friede von Brest-Litowsk vom 3. März 1918 mit Russland und der sog. Brotfrieden vom 19. Februar 1918 mit der Ukraine. Die vergessenen Frieden: 100 Jahre später in den Blickpunkt gerückt (= Abhandlungen des Göttinger Arbeitskreises, Band 14). Duncker & Humblot, Berlin 2020, ISBN 978-3-428-18067-7, S. 113–132.